# Stahlmann
Ne doit pas être confondu avec Stallman.
Stahlmann est un groupe de Neue Deutsche Härte allemand, originaire de Göttingen, en Basse-Saxe. Formé en 2008, son style est largement influencé par les premiers groupes du genre qui ont connu le succès au début des années 1990 comme Die Krupps, Oomph! ou encore Rammstein, le groupe le plus connu de ce genre au niveau international, ainsi que par des groupes plus récents dont Megaherz et Eisbrecher.

## Historique

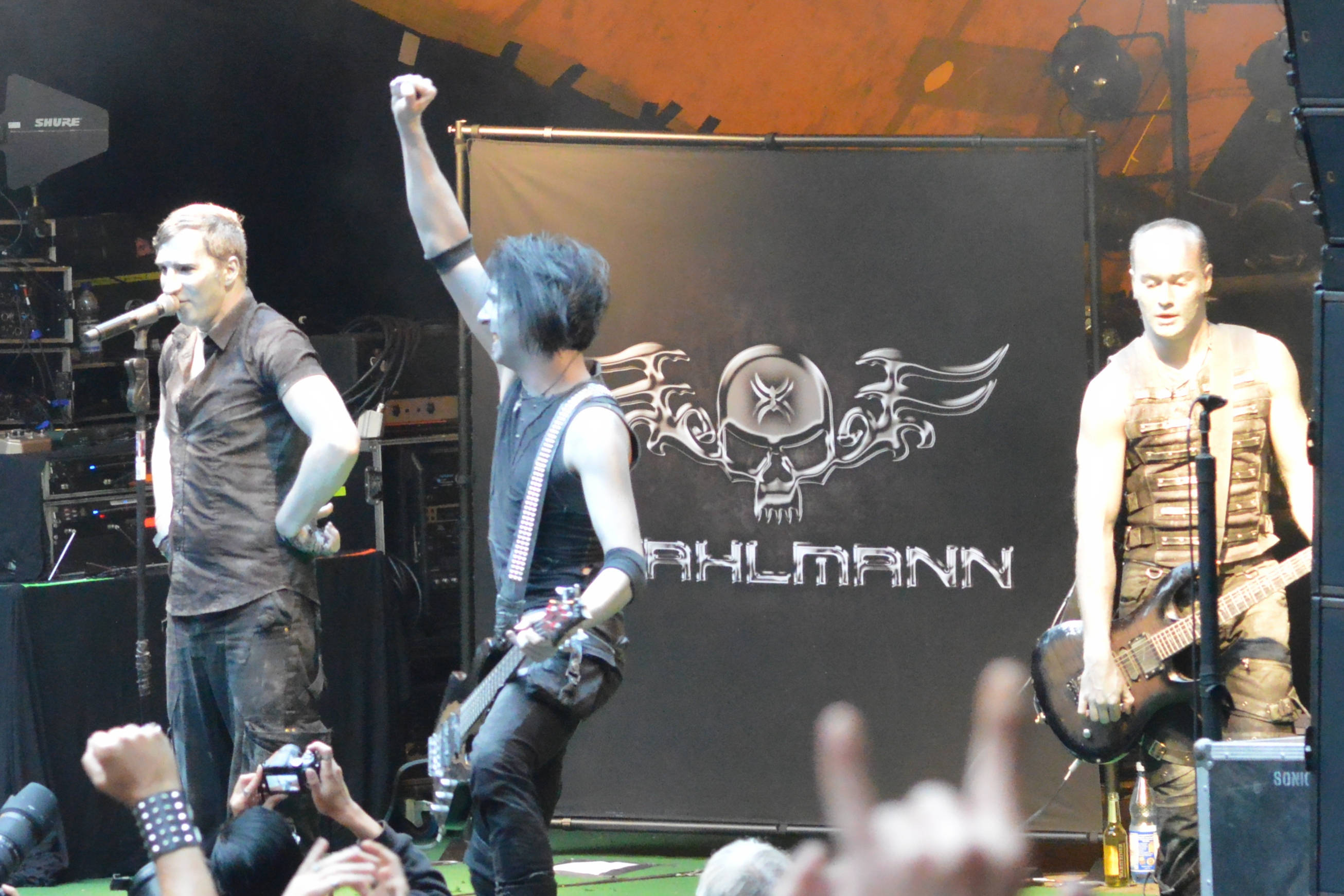
Stahlmann en 2013.

Le groupe est formé en 2008 à Göttingen, et se compose initialement de Martin « Mart » Soer et Alexander Scharfe, rejoints par la suite par Tobias « Tobi » Berkefeld. L'année suivante, en 2009, leur premier EP, Herzschlag, est publié; il atteint le top 20 des classements alternatifs allemands. Grâce à des concerts aux côtés d'artistes et groupes de renom orientés metal et medieval rock, comme Doro, In Extremo et Saltatio Mortis, Stahlmann se construit une solide réputation. Ses membres se distinguent alors en arborant sur scène un maquillage gris argenté.
En 2010, Stahlmann fait une tournée, favorablement accueillie par le magazine local Zillo. Le 3 septembre, Ils sortent le single  Hass Mich…Lieb Mich qui précède de peu leur premier album homonyme, Stahlmann, publié lui le 17 septembre 2010 au label AFM Records. Ils partent en tournée le même mois avec Eisbrecher en Allemagne, en Autriche, et en Suisse. À cette période, le groupe se fait particulièrement remarquer dans la scène Neue Deutsche Härte. Leur deuxième album, intitulé Quecksilber, est publié le 20 janvier 2012, et atteint la 39e place des classements allemands. Pour des raisons personnelles, les membres du groupe se séparent d'Alex, qui participe malgré tout aux concerts. Jusqu'à fin 2012, Stahlmann fait participer divers musiciens lors de ses concerts.
Jusqu'en 2013, les deux musiciens principaux, Mart et Tobi, sont secondés par différents musiciens de session en studio et durant leurs concerts, à la guitare basse (AblaZ (de), Sid Armageddon, Mathis Müller) et à la batterie (Niklas Kahl, Dimitros Gatsios).
Le 1er mars 2013 sort le premier single, Süchtig, de leur futur troisième album Adamant. Le single atteint la 6e place des classements alternatifs allemands une semaine après son lancement.
Le clip et la chanson Schwarz sont publiés le 5 avril 2013 avec Martin Soer au chant, Tobi Berkefeld à la guitare, Niklas Kahl à la batterie, et AblaZ à la basse. Teufel, chanteur au sein du groupe Tanzwut, y participe également. Le 18 novembre 2014, Freiwald annonce son départ par manque de temps,. 
Le 7 février 2015, le batteur Niklas Kahl quitte le groupe, et annonce un nouveau projet musical appelé Erdling. La même année, ils participent au Rockharz-Festival.
En 2017, l'album Bastard atteint la 36e place dans les charts allemands. En mars 2019, pour le dixième anniversaire de la création du groupe, sort leur sixième album, Kinder der Sehnsucht qui se classe à la 37e des charts. Le groupe se produit en août de la même année au festival M'era Luna de Hildesheim. En 2021 est annoncée pour novembre la sortie de l'album Quarz.

## Style musical
Le groupe mêle différent genres comme la new wave, le metal alternatif, le groove metal, l'électro-industriel et la techno.

## Membres

### Membres actuels
- Martin « Mart » Soer - chant, guitare, programmation de musique électronique (depuis 2008)
- Mario Sobotka - guitare (depuis 2018)
- Eugen - basse (depuis 2019)
- Dimitrios « Tacki » Gatsios - batterie (depuis 2018)[12],[2]

### Anciens membres
- Alexander « Alex » S. - guitare, programmations (vers 2011/2012)
- Tobias « Tobi » Berkefeld - guitare (vers 2013)
- Neill Freiwald (de) - guitare (2013–2014)
- Dirk « Fire-Abend » Feierabend - basse (2009–2011)
- Oliver « O-Lee » Schmidt - batterie (vers 2011)
- Niklas Kahl (de) - batterie sur scène (2011–2015)
- AblaZ - basse (2011-2019)
- Frank Herzig - guitare (2014-2017)
- Maximilian Thiele - batterie (2015-2017)
- Johannes (Duese) Thon - synthétiseur (2015-2016)

## Discographie

### EPs
- 2009 : Herzschlag
- 2023 : Addendum